# Содружество (концерн)
ТОВ «Група компаній „Содружество“» — український багатогалузевий концерн зі штаб-квартирою в місті Херсон, який об'єднує підприємства енергетичного комплексу, сільського господарства та інвестиційну діяльність в інших галузях економіки.

## Історія
Група компаній «Содружество» заснована 1988 року в Херсоні.

## Напрямки діяльності
- Газопостачання — продаж, доставка і транспортування природного газу, будівництво і експлуатація газотранспортних мереж і газозаправних станцій;
- Сільське господарство — вирощування, збір, зберігання та переробка сільськогосподарської продукції, виноградарство і виноробство;
- Інвестиційна діяльність — брокерські послуги, операції з цінними паперами, створення і діяльність недержавних пенсійних фондів, фінансовий ринок;
- Сфера послуг —відпочинок та оздоровлення, ресторанний бізнес.[1]

## Компанії та підприємства групи
- ПрАТ «Херсонгаз»;
- ДП «Газпостач»;
- ДП «Херсонгазбуд»;
- ПрАТ «Кременчукгаз»;
- ТОВ «Інститут газових технологій»;
- ТОВ «Нафта-Інвест»;
- ПрАТ «Гадячгаз»;
- ДП «Облгазпостач»;
- ТОВ «Облгазбуд»;
- ДП «Кременчукгазбудсервіс»;
- ПрАТ «Південна винокурня»;
- ПрАТ «Райдужне»;
- ДП «Офіс-Центр»;
- ПрАТ «Парус»;
- ВАТ «Скіф»;
- ВАТ «Співтовариство Ессет Менеджмент»;
- НТ «ВНПФ „Золотий вік“»;
- ТОВ «АКВА-ЕКО».[2]